# Различие пола и гендера
Различие пола и гендера обозначает отличие пола человека (анатомию репродуктивной системы и вторичные половые характеристики) от гендера этого человека, что может относиться либо к социальной роли на основе пола человека (гендерная роль), либо к личной идентификации своего собственного гендера на основе внутреннего осознания (гендерная идентичность). В некоторых случаях пол и гендер человека не совпадают, и человек может быть трансгендерным. Также у человека могут быть биологические половые характеристики, затрудняющие определение пола, и человек может быть интерсекс.
В английском языке в повседневности пол и гендер часто используются как синонимы. Некоторые словари и учебные дисциплины дают им разные определения, а другие нет. В русскоязычной литературе встречается определение понятия «гендер» как «социокультурный пол». В некоторых языках, таких как немецкий или финский, нет отдельных слов для обозначения пола и гендера, и различие должно выражаться с помощью контекста. Смешение данных понятий является ошибкой, так как разграничение гендера и пола фундаментально — множественные различия между женщиной и мужчиной имеют небиологические по своей природе причины. Согласно гендерным исследованиям и феминистской теории, понятие гендера затрагивает психические, культурные и социальные различия, а понятие пола — только физические (анатомические и физиологические) различия.
Сексолог Джон Мани ввёл терминологическое различие между биологическим полом и гендером как ролью в 1955 году. До его работы академическое использование слова gender (с англ. — «род») в основном ограничивалось грамматическими категориями. Феминистка и антрополог Гейл Рубин в работе «Обмен женщинами: заметки по поводу „политической экономии“ пола» (1975) определила гендер как «комплекс соглашений, регулирующих биологический пол как предмет общественной деятельности». В 1980-е годы на основе данного определения возникло множество научных концепций.
Среди учёных термин «половые различия» (по сравнению с гендерными различиями) обычно применяется к чертам полового диморфизма, которые, как предполагается, являются эволюционными последствиями полового отбора.

## Пол
Анизогамия, или разница в размерах гамет (половых клеток), является определяющей чертой обоих полов. По определению, у самцов есть маленькие подвижные гаметы (сперматозоиды); у самок большие и обычно неподвижные гаметы (яйцеклетки или яйца).
Циснормативная половая дифференциация мужчин и женщин включает наличие или отсутствие Y-хромосомы, тип гонад (яичники или семенники), баланс половых гормонов (тестостерон и эстроген), внутреннюю репродуктивную анатомию (например, матку или предстательную железу), а также наружных половых органов (например, полового члена или вульвы). Люди со смешанным половым фактором — интерсексы. Индивиды, чей психический пол не совпадает с приписанным при рождении, являются трансгендерными, транссексуальными или небинарными людьми.
Учёные сходятся во мнении, что все виды поведения являются фенотипами — сложными взаимодействиями как биологии, так и окружающей среды, внешних факторов. Поэтому классификация «природа против воспитания» является ошибочной. Термин половые различия обычно применяется к половым диморфным чертам, которые, как предполагается, являются результатом полового отбора. Например, человеческие «половые различия» в росте являются следствием полового отбора, в то время как гендерные различия, такие как длина волос на голове — нет. Научные исследования показывают, что пол человека влияет на поведение.
В Оксфордском словаре английского языка пол является отдельным от гендера понятием, так как пол «имеет тенденцию относиться к биологическим различиям». Всемирная организация здравоохранения (ВОЗ) также заявляет, что пол относится к биологическим и физиологическим характеристикам, которые определяют мужчин и женщин, и что «мужской» и «женский» — это категории пола.
Словарь американского наследия (5-го издания), однако, определяет пол как «любой из двух подразделов обозначенных как женский и мужской, по которым большинство организмов классифицируется на основе их репродуктивных органов и функций», так и «идентичность женская или мужская», среди других определений.